# Магнітострикційний перетворювач
Магнітострикці́йний перетво́рювач  — пристрій, який перетворює енергію магнітного поля в енергію механічних коливань або навпаки на основі магнітострикції.
В магнітострикційних перетворювачах, які служать випромінювачем, виникає (при проходженні електричного струму в обмотці) змінне магнітне поле, під дією якого сердечник (магнітопровод) починає коливатися. В магнітострикційних перетворювачах, які служать приймачем, на сердечник діють зовнішні механічні коливання (наприклад звукові) виникає магнітне поле, а в обмотці — змінна електрорушійна сила.
Магнітострикційний перетворювач застосовують в засобах гідроакустики, ультразвукової техніки.